# 순다다람쥐속
순다다람쥐속(Sundasciurus)은 다람쥐과에 속하는 설치류 분류군이다. 15종을 포함하고 있다.

## 하위 종
| - 브룩다람쥐 (S. brookei) - 다바오다람쥐 (S. davensis) - 믄타와이다람쥐 (S. fraterculus) - 말꼬리다람쥐 (S. hippurus) - 부수앙가다람쥐 (S. hoogstraali) - 옌팅크다람쥐 (S. jentinki) - 북팔라완나무다람쥐 (S. juvencus) - 로다람쥐 (S. lowii) | - 민다나오다람쥐 (S. mindanensis) - 쿨리온나무다람쥐 (S. moellendorffi) - 필리핀나무다람쥐 (S. philippinensis) - 팔라완저산대다람쥐 (S. rabori) - 사마르다람쥐 (S. samarensis) - 남팔라완나무다람쥐 (S. steerii) - 가는다람쥐 (S. tenuis) |